# بطاقات زينر

بطاقات زينر

بطاقات زينر (بالإنجليزية: Zener cards)‏ هي بطاقات تستخدم لإجراء التجارب عن إدراك خارج الحواس. صمم عالم النفس الإدراكي كارل زينر (1903-1964) البطاقات في أوائل الثلاثينيات من القرن الماضي للتجارب التي أجريت مع زميله، اختصاصي علم ما وراء النفس جوزيف بنك رين (1895-1980).

## نظرة عامة

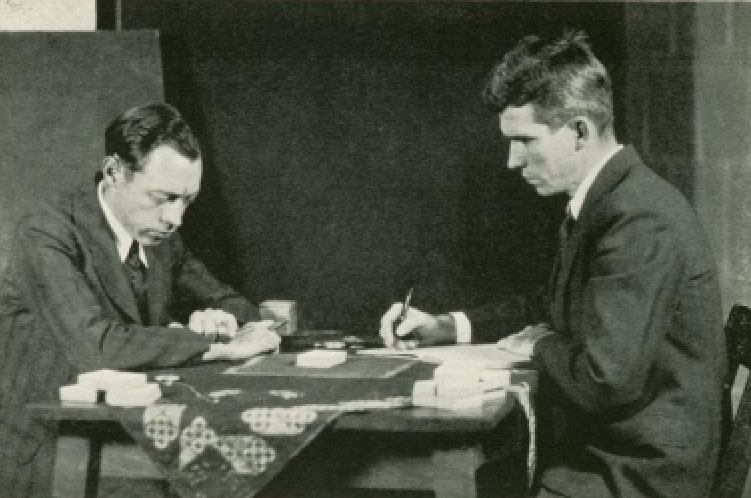
هوبيرت بيرس مع جوزيف بنك رين

كانت بطاقات زينر سطح يتكون من خمسة رموز بسيطة. وكانت بطاقات زينر الخمسة المختلفة هي: دائرة جوفاء (منحنى واحد)، وصليب يوناني (خطين)، وثلاثة خطوط عمودية متموجة (أو "موجات")، ومربع مجوف (أربعة أسطر)، ونجمة خماسية جوفاء ذات خمسة رؤس. هناك 25 ورقة في حزمة، خمسة من كل تصميم.
في اختبارات الإدراك فوق الحسي، فإن الشخص الذي يُجري الاختبار (المجرب) يلتقط بطاقة من حزمة متبعثرة، ويلاحظ الرمز على البطاقة، ويسجل جواب الشخص الذي يجرى اختبار إدراكه فوق الحسي، والذين يقوم بتخمين أي من الخمسة تصاميم على البطاقة.
تجارب رين مع بطاقات زينر غير موثوقة بسبب اكتشاف أن التسرب الحسي أو الغش يمكن أن تمثل كل النتائج التي توصل إليها بأن يكون الشخص قادر على قراءة الرموز من الجزء الخلفي من البطاقات.